# Jeliće
Jeliće (Servisch cyrillisch Јелиће) is een plaats in de Servische gemeente Tutin. De plaats telt 100 inwoners (2002).